# Empeine (enfermedad)
El empeine es una enfermedad del cutis, que lo pone áspero y encarnado, causando picazón. Es una enfermedad de la piel e incluso inicia de una manera ligera pero al pasar el tiempo va aumentando de gravedad (DRAE).

## Variaciones históricas del concepto
Etimológicamente deriva del latín (empeine < impedigo < impétigo) y, como tantas otras palabras, ha ido variando a lo largo del tiempo su significado, teniendo en la actualidad diferentes acepciones en varios países o regiones. Siguiendo los datos del CREA
en la actualidad se utiliza al menos en España, Argentina, México, Chile, Perú, Colombia, Cuba, Paraguay, Uruguay, República Dominicana, Guatemala y Venezuela.
Siguiendo a M.Teresa Díaz García (Véase en ) la evolución de la palabra ha pasado por las siguientes fases:
empeinde -- 1250 
Et otrossi pora la esquinancia que es postema que se cría en la garganta. Et sana las empeindes.
empeine -- 1284
De mala guisa, o muy sarnoso siempre, o lleno de empeines malas de que nunca sanava.

enpeyne -- 1400
Qual quier omne en que es tacha non sacrifique: omne ciego, o coxo, o sordo o monstruoso; o que tenga nuue en el ojo, o sarrna, o que tenga enpeynes.     
empeine -- 1400
Si ouier sarna porfiosa o si ouiere en el cuerpo enpeines.
empeyne -- 1450
Aquesto aljnpia muncho todas las suzjdades del cuero 
capitulo vj del empeyne.
Posteriormente, en 1481 Antonio de Nebrija lo hace equivalente al griego lichen (-enis) en su Traducción de Introductiones latinae

Volvemos a encontrar referencias en el Diccionario de Autoridades de la Academia española de 1732 en donde se le define como
una especie de tiña seca, que procéde de cólera ò flema futil, podrecida ò falada, que folamente ocupa èl cuero ò cutis exterior 
del cuerpo. Los Médicos conocen quatro especies de esta enfermedad.
La variabilidad en no expertos puede ser lógica, pero incluso entre los profesionales sanitarios el término se utiliza con mayor amplitud de la reconocida por la Real Academia Española.<r>Véase como ejemplo la asociación entre empeine y pitiriasis alba, dentro del cuadro clínico de la dermatitis atópica, que se produce en esta página web de una doctora chilena: https://web.archive.org/web/20090428233135/http://www.medwave.cl/cursos/Micosis2003/2/4.act</ref> Esto puede venir influido históricamente por los diferentes conceptos existentes siglos atrás. Así, hay descripciones del empeine pertenecientes a México a principios del siglo XIX en las que se considera como 
costras secas cutáneas, acompañadas de dureza é hinchazón ligera del cutis que incomodan en cualquier edad, y se divide en cinco
especies según algunos

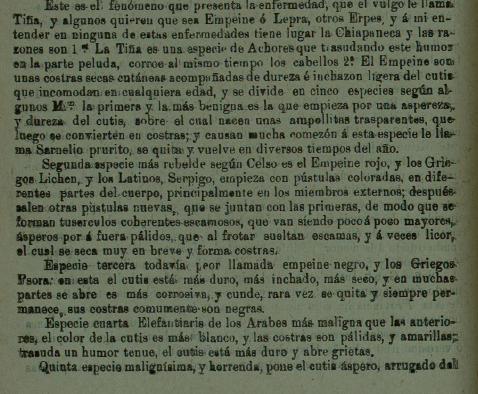
Imágenes que recogen dos páginas de un escrito de 1811 en donde se hace una descripción de la enfermedad conocida como Empeine, Tiña o Lepra.

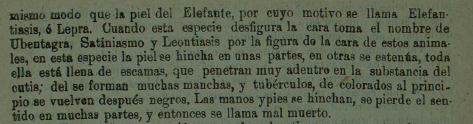

para hacer a continuación una descripción de las cinco formas, además de referir las lesiones no sólo a la cara, sino a otras zonas del cuerpo. De hecho, parece haber realizado una recopilación de todas las posibilidades contempladas hasta ese momento:
- Sarnelio prurito, que en su descripción parece referirse a lo que hoy en día se conoce como dermatitis atópica.
- Empeine rojo, descrito por Celso, y en la que posiblemente se refiera al querion de Celso o tiña de la barba.
- Empeine negro posiblemente referido a la psoriasis.
- Elefantiaria, que recuerda vagamente al impétigo.
- Leontiasis, que es una descripción clara de la lepra tuberculoide.

Sin embargo, pocos años después, en el diccionario de 1817 ya recoge el diccionario de la academia una acepción sustancialmente parecida a la actual, con la consideración de los términos impétigo y lichen como sinónimos.

## Acepciones en la actualidad

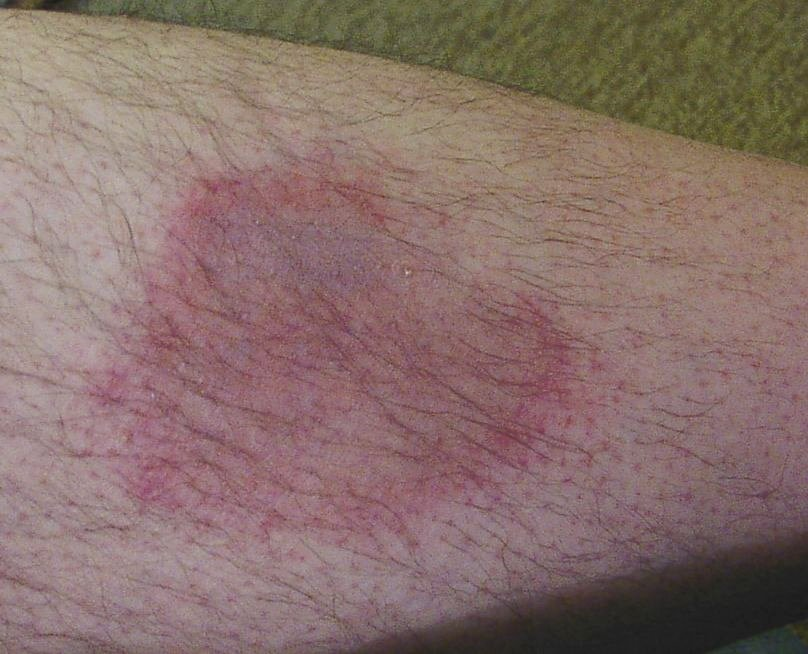
Lesión rojiza y áspera, que puede ser definida como empeine.

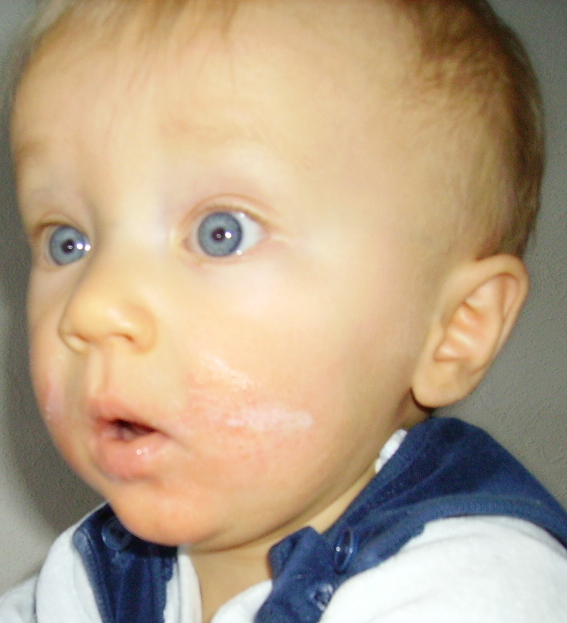
Dermatitis atópica en la cara de un niño.

- La más habitual en España es la de eccema rojizo y áspero que aparece en la cara de los niños, relacionado muy frecuentemente con inclemencias meteorológicas (frío, aire, sequedad de la piel, ...) o también con enfermedades del tipo de la dermatitis seborreica o la dermatitis atópica. Se le suele dar una consideración de problema poco importante y es muy frecuente el tratamiento por parte de los cuidados informales (familia, vecinos, etc.) a base de aceite y preparaciones hidratantes. Dada su etiología frecuentemente mejora con estas acciones, por lo que las consultas al personal sanitario suelen realizarse cuando la evolución es muy prolongada en el tiempo y el eccema es muy amplio y agresivo.
- En algunas áreas, como en Andalucía, se aplica este término a cualquier eccema que cumpla los requisitos de aspereza y coloración rojiza, se dé en la zona del cuerpo que se dé. Incluye, por tanto, lesiones de origen micótico sobre todo en sus fases iniciales cuando son poco agresivas y no presentan las formas circinadas características. En este sentido, también se utiliza el término para definir las lesiones micóticas de aspecto poco agresivo que presentan los animales contagiados.
- El término empeine también tiene dos acepciones anatómicas. Se refiere a una zona del pie (superficie superior del tarso y raíz del metatarso) y a la región del vientre ubicada entre las ingles, más o menos coincidente con el área púbica. En este sentido es curioso que en algunas zonas geográficas, cualquier lesión dermatológica (tanto eccemas como granos, pústulas, costras, etc) que aparecen en esta área reciben por extensión el nombre de empeine. Es sobre todo muy frecuente en las lesiones producidas por la dermatitis seborreica, ya que ésta es un área de predilección para las mismas.
- En algunos lugares de Latinoamérica (Uruguay, Perú, etc.) el término se utiliza para referirse a una enfermedad micótica de la piel(dermatofitosis). Las dermatofitosis son afecciones comunes al hombre y a los animales, transmisibles a veces de éstos al hombre representando entonces casos de zoonosis, y que son producidas por un grupo de hongos filamentosos conocidos como dermatofitos. Al igual que en España, a la lesión dérmica de los animales se le llama empeine, motivo por el cual es posible que se aplique el mismo nombre a la lesión originada por el contagio al hombre.[9]
- En Guatemala se utiliza como sinónimo de dermatitis atópica.[10]
- En algunas regiones de Colombia es sustituido por el quechuismo cancha,[11] aunque es de hacer notar que éste se utiliza como sinónimo de sarna en los animales.[12]
- Finalmente, en Venezuela y otros países es sinónimo de brasa.